# 海之乐章
海之乐章是一款由厦门二进制数码科技开发，三五互联运营的大型多人在线角色扮演游戏。游戏内容为Q版航海题材。游戏已于2013年11月6日停服。